# آنا کاتس
آنا کاتس (اسپانیایی: Ana Katz‎؛ زادهٔ ۲ نوامبر ۱۹۷۵) کارگردان فیلم، فیلم‌نامه‌نویس و تهیه‌کننده فیلم اهل آرژانتین است. وی از سال ۱۹۹۵ میلادی تاکنون مشغول فعالیت بوده است.
از فیلم‌هایی که وی در آن نقش داشته است، می‌توان به ویسکی، جوئل و کیکی، عشق‌بازی اشاره کرد.